# Grønlands Grand Canyon
Grønlands "Grand Canyon", også kendt på engelsk som Greenland's Grand Canyon eller af nogle medier døbt Mega Canyon, er en grønlandsk kløft (endnu uden officielt navn), der er blevet opdaget under indlandsisen i det nordøstlige Grønland.
Kløften blev opdaget i forbindelse NASA's Operation IceBridge, der med en særlig type radar, en såkaldt georadar, skannede grundfjeldet under isen. NASA offentliggjorde deres fund i en pressemeddelelse den 29. august 2013.
Selve kløften er mere end 750 km lang, op til 800 m dyb og omkring 10 km bred. Dette gør kløften til den længste, men dog ikke dybeste kløft, der nogensinde er opdaget på Jorden. Bl.a. Grand Canyon er dybere.